# Ричковська сільська рада (Сєверний район)
Ричко́вська сільська рада (рос. Рычковский сельский совет) — сільське поселення у складі Сєверного району Оренбурзької області Росії.
Адміністративний центр — село Октябрське.

## Населення
Населення — 530 осіб (2019; 672 в 2010, 761 у 2002).

## Склад
До складу сільської ради входять:
| Населений пункт     | Населення, осіб (2002) | Населення, осіб (2010) |
| ------------------- | ---------------------- | ---------------------- |
| Андрієвка, присілок | 49                     | 19                     |
| Октябрське, село    | 308                    | 280                    |
| Ричково, село       | 404                    | 373                    |